# Fridtjof Nansens plass
Der Fridtjof Nansens plass (deutsch Fridtjof-Nansen-Platz, früher Sirkelplassen) ist ein Platz in Oslo. Der Platz liegt im Stadtzentrum auf der Nordseite des Osloer Rathauses.

## Lage
Der Fridtjof Nansens plass befindet sich auf der Nordseite des Osloer Rathauses und nimmt eine Halbkreisform ein. Zum etwas höher gelegenen Eingang des Rathauses führt eine Rampe hinauf. Aus dem Nordosten läuft die Roald Amundsens gate zentral auf den Platz und das Rathaus zu. Die Straße stellt die Verbindung zwischen dem Rathaus und den an der etwas weiter nördlich an der Karl Johans gate gelegenen Institutionen wie dem Storting im Stortingsgebäude und dem Königlichen Schloss Oslo her. Weitere Straßen, die zum Fridtjof Nansens plass führen, sind Kjeld Stubs gate, Hieronymus Heyerdahls gate und Kronprinsesse Märthas plass.

## Geschichte
Die Planung des Platzes erfolgte im Rahmen des Baus des Rathauses durch die beiden Architekten Arnstein Arneberg und Magnus Poulsson, nachdem diese den Architekturwettbewerb für das Rathaus gewonnen hatten. Die Architekten bezeichneten den Platz zunächst als Rådhusplassen (deutsch Rathausplatz). Diese Bezeichnung erhielt offiziell aber der Platz auf der südlichen, dem Oslofjord zugewandten Seite des Rathauses. Aufgrund seiner Form wurde der Platz zu Beginn auch Sirkelplassen (deutsch Kreisplatz) genannt. Im Jahr 1934 wurde der neue Platz schließlich nach Fridtjof Nansen benannt, der 1930 verstorben war. Umgeben ist der Platz abgesehen vom Rathaus von sieben- bis achtstöckigen Geschäftshäusern, die größtenteils zwischen 1937 und 1940 errichtet worden sind. Die meisten der Gebäude wurden wie das Rathaus während des Zweiten Weltkriegs von den deutschen Besatzern beschlagnahmt.
Im Jahr 2018 wurde der Fridtjof Nansens plass im Rahmen eines größeren Projekts in ein autofreies Gebiet umfunktioniert. Zuvor diente der Platz als Verkehrsader für den Durchgangsverkehr in Ost-West-Richtung durch das Stadtzentrum. Aufgrund seiner Lage wird der Platz häufig für politische Veranstaltungen und andere Events genutzt.